# ایگون درفس
ایگون درفس (آلمانی: Egon Drews; ۱ ژوئن ۱۹۲۶ – ۱۳ ژانویهٔ ۲۰۱۱) قایقران کانو اهل آلمان بود.